# Тито-рю
Тито-рю — стиль карате, основанный Цуеси Титозе (Tsuyoshi Chitose / яп. 千歳 强直), (1898—1984). Название стиля переводится как: Ти (chi /千) — означает «тысяча», То (tō / 唐) — Китай, Рю (ryū /流) — школа, «Китайский стиль тысячелетней давности». Иероглиф То (tō / 唐) означает Династия Тан в Китае. Стиль был официально основан в 1946 году.
Тито-рю считается японским стилем карате, так как он был сформулирован и основан Титозе во время его проживания в Кумамото (город), Япония.
В то же время, некоторые современные представители этого стиля считают, что Тито-рю является скорее окинавским стилем, так как своими корнями и техникой он основан на традиционном окинавским Тотэ (яп. (唐手). Это мнение также подтверждается тем фактом, что основатель стиля, Цуеси Титозе, получил 10-й дан в 1958 году, затем Ханши (Hanshi /範士 : はんし) (означает "учитель, который может обучать учителей) в 1968 году, от все окинавского союза карате и кобудо (англ. Zen Okinawa Karate Kobudo Rengo Kai)

## Основатель стиля
Цуеси Титозе (англ. Chitose Tsuyoshi / яп. 千歳 剛直) родился 18 Октября 1898 года в городе Кумодзи (пригород Наха), Окинава (префектура). Он происходил из семьи потомственных мастеров боевых искусств — его дедушка по материнской линии был Мацумура, Сокон (яп. 松村 宗棍). В ранний период своей жизни на Окинаве, Читозе изучал искусство карате (рука Тан Тан (династия) / англ. Tang hand / яп. 唐手), которую сейчас записывают как «пустая рука» (яп. 空手), а также Кобудо. В 1921 году он переехал в Японию для изучения медицины. Читозе разработал Тито-рю на основе своего понимания физиологии. Он модифицировал традиционные техники так, чтобы уменьшить их вредное влияние на тех, кто практикует боевые искусства долгие годы. Читозе скончался в 1984 году в возрасте 86 лет.

Титозе создал Тито-рю путём комбинации силовых техник Сури-тэ с техниками Наха-тэ (англ. en:Okinawan martial arts).
Также, при создании Тито-рю были использованы некоторые техники Томари-тэ (англ. en:Okinawan martial arts).

### Учителя
- Арагаки Сейсё (яп. 新垣 世璋 / (англ. en:Arakaki Seishō))

Титозэ начал изучение То-тэ у Арагаки Сейсё в 1905 году, в возрасте 7 лет. Он продолжал тренироваться у Сейсё до 1913/1914. Есть расхождение во мнениях, какая была первая ката у Титозэ: Сантин или Сэйсан. В своей книге «Kenpō Karate-dō» он упоминает тот факт, что изучал ката Сантин у Арагаки в течение 7 лет, и лишь затем Арагаки начал его учить другим ката: Унсю, Сэйсан, Нисэйси, и возможно Сихохай. Арагаки также был знаменитым мастером по работе с оружием, он оставил после себя несколько ката, такие как: Арагаки-но-кун, Арагаки-но-сай, Сесоку-но-кун. Еще одним известным учеником мастера Арагаки был Хигаонна Канрё, который внес значительный вклад в Годзю-рю каратэ. Хигаонна Канрё был также одним из основных учителей Титозэ.
- Хигаонна Канрё (яп. 東恩納 寛量)
- Тётоку Кян (яп. 喜屋武 朝徳)
- Ханасиро Чомо (яп. 花城長茂 / (англ. en:Chōmo Hanashiro))
- Чою Мотобу (яп. 本部朝勇 / (англ. en:Motobu Chōyū))

## Особенности стиля
Отличительные особенности стиля:
- Особое внимание уделяется Кимэ (яп. しめ) — напряжение мышц в нижней части тела для получения более сильных ударов и более стабильной стойки
- Использование Шибори (яп. 絞り) — напряжение мышц одновременно с вращением в отдельных частях тела (чаще всего в руках) для увеличения силы
- Стремительные повороты тела
- Частое использование Тай сабаки (яп. 体捌き) — ухода с линии атаки

## Ката
Ката в Тито-рю очень короткие, они отражают уникальный и всесторонний опыт основателя. Многие ката в Тито-рю носят те же названия, что и оригинальные Окинавские ката, но зачастую они сильно отличаются от оригинальной или стандартной версии. Некоторые из этих ката имеют лишь одно-два движения из оригинальной версии, а в иных случаях ката и вовсе совершенно непохожи на оригинальные, кроме названия. Есть некоторые исключения: Сейсан, Бассай и Тинто ката практически одинаковы с оригиналом в Сёрин-рю. В целом, все мастерские ката Тито-рю имеют сильное влияние китайских боевых искусств, по сравнению с другими стилями карате. Также, в дополнение к стандартным ката Тито-рю, есть такие ката, как Унсу и Хоен, которые очень сложные и все всякого сомнения изначально произошли также из китайских боевых искусств.

### Сихохай
Сихохай («Четырехстороннее приветствие» 四方拝 «four-direction salute») это характерная ката Тито-рю. Точно не известно, почему эта ката вошла в список стандартных ката Тито-рю. Есть версия, что изначально эта ката была принесена первым учителем Титозе — Арагаки Сейсё. В то же время, Титозе в своей книге «Кемпо Карате-До», утверждает, что изучил эту ката от Ханасиро Чомо в Соген-дзи
(это был буддийский монастырь в Наха, Окинава. Монастырь был почти полностью уничтожен во время войны). Титозе упоминал, что эта ката использовалась во время королевских церемоний Рюкю . Ката «Четырехстороннее приветствие» играла большую роль во время этих церемоний. Некоторые практикуют расширенную версию dai (大?), которая содержит дополнительные техники. Стиль карате Рюсей также включает в себя версию ката Сихохай.

### Нисейси
Версия ката Нисейси («Двадцать четыре шага» 二十四歩 «twenty-four steps»?) shō («короткая» 小 «small») or dai («длинная» 大 «large») в Тито-рю не похожа на ката с таким же названием из других стилей. Эта ката скорее похожа на форму фуцзяньского белого журавля, которая называется Хакуцуру. Есть две версии этой ката в Тито-рю: shō («короткая» 小 «small») и dai («длинная»大 «large») . Обе версии почти одинаковы, более длинная версия содержит дополнительные движения. Создателем ката является первый учитель Титозе — Арагаки Сейсё. Ката Нисейси обычно используется при подготовке к Сантин ката. Титозе также внес изменения в технику дыхания во время выполнения данной ката. Существует 11 кайсецу, основанных на ката Нисейси, они предполагают работу с партнером. Эти кайсецу включают в себя разнообразные техники: удары, кансецу-ваза (заломы), Кюсё-ваза (давление на болевые точки) и броски.

### Сейсан
Сейсан («правильная позиция» 正整 «correct arrangement») — это ката, которая имеется также в стилях Наха-те и Сюри-те. Версия этой ката в Тито-рю больше похожа на версию из Сюри-те, она пришла от Тётоку Кяна. Иероглиф кандзи, используемый в Тито-рю для этой ката, переводится как: sei (正) — «правильная»; san (整) — «позиция». Хотя вообще то, традиционно для этой ката используют иероглиф 十三 «тринадцать». Сейсан, вероятно, является одной из старейших ката на Окинаве. Хотя Сейсан и не практикуется во многих стилях, его можно увидеть в трех главных направлениях карате на Окинаве: Сёрин-рю, Годю-рю и Уети-рю.

### Бассай
Бассай (抜塞?) Одна из наиболее распространенных ката в стилях, идущих от Сёрин-рю. Говорят, она произошла от Мацумура, Сокон. В написании Бассай использую кандзи: batsu (抜) — «извлечь»; sai (塞) — «закрыть». Принято переводить название Бассай как «штурмовать крепость». Хотя ни один из кандзи не переводится как «крепость», символ sai (塞) используется как часть слов «крепость/цитадель», например bōsai (防塞 «форт»). Как говорится в книге Титозе, он изучил Бассай у Тётоку Кяна. Ката Бассай в Тито-рю сильно похожа на ката Пассай в Масубаяси-рю и Сейбукан, это еще два стиля — наследие Кяна и Арагаки. Кян изучил Бассай в деревне Тамари от мастера Оядомари Кокан. Версия Бассай в Тито-рю сильно похожа на версию мастера Оядомари. Хотя Бассай в стиле Тито-рю основан на версии из деревни Томари, эта ката содержит удары из версий Сюри-те Бассай (эта версия имеется в таких стилях, как Сётокан, Сито-рю и Сюри-рю). Главное различие между версиями Бассай в том, что в версия Сюри использует кулаки, а версия Томари использует открытые ладони.

### Тинто
Тинто (鎮東?) ещё одна распространённая ката, происходящая из стиля Сёрин-рю. Она включает в себя прыжки, удары ногами в прыжках и сложные техники открытых ладоней. В Тито-рю эта ката исполняется по схеме север-юг, в отличие от версии Тинто в Сёрин-рю, где используется схема северо-запад юго-восток.

### Сотин
Ката Сотин встречается и в других стилях, но в Тито-рю она не похожа на другие стили, и похоже, ее создал Титозе. Отличительными элементами в версии Тито-рю являются защита и атака во все четыре стороны.

### Рохай
Рохай (鷺牌?) shō («короткая» 小 «small»?) or dai («длинная» 大 «large»?) в Тито-рю совершенно отличается от ката с таким же названием в других стилях, и похоже, создана самим Титозе Эта ката, как и Нисейси, позаимствовала движения из стиля фуцзяньского белого журавля. В этой ката используются как кулаки, так и открытые ладони.

### Тенсин
Тенсин (転身?) это сложная ката, со множеством скручиваний, уворачиваниями, требующая хорошей координации движений. Эта ката встречается только в Тито-рю. Похоже, что эта ката тоже была создана Титозе.

### Сансирю
Название этой ката Сансирю (三十六歩 «36 шагов») произносится необычно. Похоже, произношение позаимствовано из Севернокитайского языка (三十六 sānshíliù). Похоже, если сравнить эту ката с ката в других стилях, в Тито-рю она основана на версии из Сёрин-рю Годзюсихо (54 шага), эта же ката имеется в Сито-рю.

### Кусанку
Начало ката Кусанку в версии Тито-рю (公相君?) практически идентично началу в версии Сёрин-рю. Конечно, после начальных движений, ката далее совершенно отличается. Практикуют укороченную и полную версии. Полная версия в два раза длиннее.

### Рюсан
Рюсан Ryūsan (龍山 «Гора Дракона») означает «дракон, карабкающийся на гору». Похоже, эта ката тоже встречается только в Тито-рю, за исключением стиля Корю. От начала до конца эта ката использует открытые ладони, нуките, удары ребром ладони, удары ладонями. Есть в этой ката сложные переходы со стойки в стойку, короткие сейсан-дати, это все не похоже на другие ката в Тито-рю. В середине ката есть момент, когда каратека стоит на одной ноге, одна рука поднята наверх, другая опущена вниз, и затем руки и ноги меняются на противоположные. Это движение и дало название этой ката..

### Сантин
Как и Нисейси, Сантин (三戦 «три битвы») является очень старой ката, которая скорее всего пришла из южного Китая, стиля фуцзяньского белого журавля. В Китайских стилях, эта форма практикуется с открытыми ладонями, а в версии Тито-рю довольно часто используют кулаки. В идеале, предполагается, что выполнение этой ката должно занимать не менее 7 минут, и каратека должен фокусироваться на технике дыхания и симе. В Тито-рю, ката Сантин выполняется высокими данами, и обычно требуется данам выше четвертого.

### Ученические Ката
- Zenshin Kotai (前進後退)
- Shime no Dosa (しめの形)
- Empi Kihon Dosa (基本の猿臂)
- Ni Juu Shichi Ko (二十七手技)
- Seiken no Migi Hidari (正拳の右・左)
- Shi Ho Wari (四方割)
- Kihon Kata Ichi (基本形一)
- Kihon Kata Ni (基本形二)
- Kihon Kata San (基本形三)
- Kihon Dosa Ichi
- Kihon Dosa Ni
- Kihon Dosa San

### Бункаи
- Niseishi Kaisetzu (二十四解説)
- Ju ni ko
- Nage no Kata
- Henshuho
- Hangeikiho/Hogeikiho
- Uketeho
- Hantenho
- Rintenho
- Tehodoki
- Seiken no Tori

### Дополнительные Ката
- Wansu
- Ananko
- Tensho
- Unsu
- Seichin
- Hoen
- Rochin
- Gung-fu no Kata

### Ката из Кобудо, практикуемые в Тито-рю
- Sakugawa no Kun
- Shushi no Kun
- Sesoko no Kun
- Chinen no Bo
- Maezato-ryū
- Tawada-ryū
- Yabiku-ryū
- Chitō-ryū

## Эмблема Тито-рю
Эмблема Тито-рю показывает принадлежность к стилю. Могут быть нашивки, указывающие на принадлежность к клубу. Дизайн эмблемы Тито-рю изначально произошел от Японской Федерации Карате-До (財団法人 全日本空手道連盟 Zaidan Hōjin Zen Nippon Karate-dō Renmei) основанной Тояма Канкеном. Тито-рю входит в эту организацию. Четырьмя главными элементами Эмблемы Тито-рю являются:
- Контур эмблемы означает Yata no Kagami (八咫鏡), священное отражение Японии, означающие Мудрость и Честность
- Диск в центре эмблемы — это Hinomaru (日の丸 «диск солнца»). Солнце является культурным символом Японии, а также национальным символом на Флаге Японии
- Иероглифы на японском языке 千唐流 空手道 означают Тито-рю Карате-До. Иногда названием символов может отражать регион, например «Все США.» (全米国 Zen Beikoku) or «Вся Япония» (全日本 Zen Nippon).
- четвертый элемент более не используется на эмблеме Японской Федерации Карате-До. Он называется «сжимание пальцев в круге». Пальцы сжимающихся рук в круге отражают Путь Карате. Многие восточные философии придерживаются взгляда, что жизнь — это бесконечный цикл, течение по кругу, без начала и конца. На этом круге лежат две руки вместе. Когда одно заканчивается, другое начинается, из года в год преследуя друг друга. Времена года — пример контраста: лето, зима, весна и осень. На Карате тоже можно смотреть, как на сезоны года: жестко и прямо, мягко и по кругу. Две противоположности становятся одним единым, и соответственно, карате требует, чтобы каратека действовал жестко и прямолинейно, или мягко и по кругу. Только когда каратека полностью освоит эти два элемента, он или она познают Путь Карате.

## Шова (клятва)
Клятва (присяга) Тито-рю (яп. 唱和) — кодекс адептов этого стиля. Его часто цитируют вслух в конце урока.
| На японском                                                                                     | Транслитерация на английском | Перевод на английский | Перевод на русский |
| 我々空手道を修行するものは 常に、武士道精神を忘れず 和と忍をもって成し そして、努めれば必ず達す | Ware ware Karate-do o shugyo surumonowa, Tsuneni bushido seishin o wasurezu, Wa to nin o motte nashi, Soshite tsutomereba kanarazu tasu. | We who study Karate-Do Should never forget the spirit of the warrior’s way, Through Peace, Perseverance and Hard Work, We will not fail to reach our goal. | Мы, изучающие Каратэ-До Никогда не должны забывать духа пути воина, Путём Мира, Настойчивости и Усердных тренировок Мы обязательно достигнем своих целей |

## Тито-рю в Мире
Тито-рю карате распространено в Японии, Канаде, США, Австралии, Гонконге, Норвегии